# E-HRM
Electronic Human Resource Management (e-HRM) betekent het ondersteunen van de activiteiten van Personeel & Organisatie (P&O) door gebruik te maken van internettechnologie. De technologie ondersteunt activiteiten tijdens de:
- Instroom: werving en selectie, aanstelling (waaronder het opstellen van het contract), bedrijfsmiddelen koppelen aan nieuwe medewerkers.
- Doorstroom: ontwikkelplannen, interne mobiliteit, beoordelingen/evaluaties, belonen.
- Uitstroom: vertrek medewerker
- Verder kunnen alle administratieve processen (aanvragen/ goedkeuren en verwerken van mutaties) door e-HRM worden georganiseerd.